# Nordfalsterske Jernbane
Nordfalsterske Jernbane eller Stubbekøbing-Nørre Alslev-Guldborg-banen var en planlagt jernbanestrækning på Falster, som aldrig blev realiseret. Omkring 1908 gik lokale mænd (især ved Guldborg) sammen om at udarbejde en plan på strækningen. Den skulle være på ca. 22 km og blev også vedtaget i Jernbaneloven af 20. marts 1918, hvorved staten forpligtede sig til at betale 50% af anlægsudgifterne. Der kom dog ikke rigtig gang i byggeriet, da det var svært at skaffe den resterende finansiering. I 1923 valgte en kommission nedlagt af Rigsdagen desuden at forkaste forslaget. Det blev dog ikke til den store katastrofe for Guldborg, da Storstrømsbroens åbning i 1937 videreførte hovedvejen sydover lige igennem byen.

## Strækningen
- Stubbekøbing – forbindelse med Stubbekøbing-Nykøbing-Nysted Banen
- Lillebrænde
- Gundslev
- Nørre Alslev – forbindelse med Sydbanen
- Nørre Kirkeby
- Lundby
- Sundby
- Guldborg